# Pantomime

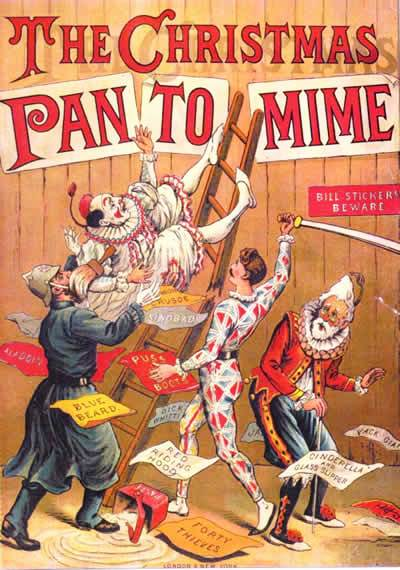
Christmas Pantomime, 1890.

Pantomime, ofta bara kallat panto, är en typ av brittisk musikteater som vanligen uppförs kring julhelgen. De brukar vara komiska uppsättningar av klassiska sagor och har sitt ursprung i commedia dell'arte.
I antikens Rom betydde pantomime en stum historia av manliga skådespelare, som bar masker och åskådliggjorde en historia som sjöngs av en kör till musikackompanjemang. På 1700-talet innebar pantomime dels baletter på klassiska mytologiska motiv, dels – i England och Frankrike – stumma melodramer.